# Paratropis
Paratropis es un género de arañas de la familia Paratropididae.

## Especies
- Paratropis elicioi Dupérré, 2015
- Paratropis florezi Perafán, Galvis & Pérez-Miles, 2019
- Paratropis minuscula (Almeida & de Morais, 2022)
- Paratropis otonga Dupérré & Tapia, 2020
- Paratropis papilligera F. O. Pickard-Cambridge, 1896
- Paratropis pristirana Dupérré & Tapia, 2020
- Paratropis sanguinea Mello-Leitão, 1923
- Paratropis scruposa Simon, 1889
- Paratropis seminermis Caporiacco, 1955
- Paratropis tuxtlensis Valdez-Mondragón, Mendoza & Francke, 2014